# Bratři v triku
Bratři v triku bylo české filmové studio vyrábějící animované filmy od roku 1945 do roku 2012.

## Historie
Studio Bratři v triku vzniklo v roce 1945 jako jedno ze studií nově vzniklého Krátkého filmu. Navazovalo na předchozí studio založené v době protektorátu, které založil Rakušan Richard Diellenz v Praze. Po konci 2: světové války a znárodnění české kinematografie studio převzala skupina animátorů (mmj. Naděžda Dvořáková), kteří přesvědčili Jiřího Trnku, aby se stal ředitelem. Svůj název získalo podle tří bratrů, kteří v něm působili, neslyšícího animátora Borise Masníka a jeho bratrů Ivana a Vojena. Studio bylo jedním ze samostatných ateliérů, studií, tvůrců animace, které a kteří byli za totality bez výjimky dotlačeni pod centrální dozor státního podniku Krátký film. Slavné logo studia, tři uklánějící se chlapečky v pruhovaných tričkách, navrhl pozdější autor slavného Krtečka, Zdeněk Miler. V tomto studiu vzniklo přes 1600 animovaných filmů, které získaly stovky mezinárodních ocenění.

## Tvorba
Ve studiu vznikaly jak původní animované filmy, tak večerníčky. Ve studiu pracovala řada předních českých animátorů a režisérů, jako byli Jiří Trnka, Zdeněk Smetana, Jiří Brdečka, Jiří Šalamoun, Adolf Born nebo Zdeněk Miler. Prvním filmem, který byl ve studiu dokončen, byl snímek Zasadil dědek řepu Jiřího Trnky. Ten byl zároveň prvním ředitelem studia. V roce 1959 vznikl film Františka Vystrčila O místo na slunci, který byl prvním českým filmem nominovaným na Oscara. Tuto cenu získal jediný snímek studia, a to film Munro amerického režiséra českého původu Gena Deitche. V roce 2012, kdy studio Krátký film koupil olomoucký podnikatel Richard Benýšek, tvorba ve studiu skončila.